# 香港中文大學手語及聾人研究中心
香港中文大學手語及聾人研究中心（英語：Centre for Sign Linguistics and Deaf Studies, The Chinese University of Hong Kong），成立於2003年11月，是香港中文大學開設亞洲首間發展手語研究及為聾、健學生提供專業訓練的研究中心，研究及訓練範疇包括手語語言學、聾童語言發展、手語教學及聾人教育。

## 歷史
香港中文大學手語研究及訓練項目是從1993年開始，當時伍德華教授加入香港中文大學並開始在香港手語領域上進行研究。伍教授邀請鄧慧蘭教授成立研究隊伍，同時他們在多個研究項目中合作。從那時起，手語語言學研究便在香港中文大學生根發芽。經過多年的努力，香港中文大學已被世界公認為亞太區首間專門從事手語語言學研究及聾人培訓的學術機構。
研究計劃及其相關活動迅速增加，其中包括大型會議、專題研討會、公眾諮詢及社區服務等。有見及此，香港中文大學於2003年11月正式成立「手語及聾人研究中心」。其創辦成員包括伍德華教授、鄧慧蘭教授、及一群健聽的研究生和聾的初級研究助理。

## 使命
- 促進手語跨學科研究和手語專業性培訓課程的發展；
- 記錄聾童手語及口語的語言習得；
- 記錄各類亞洲聾人社群所使用的手語；
- 促進聾人與健聽人士之間的溝通；
- 為在聾校或主流教學環境中學習的聾童家長提供專業支援；
- 提高社會大眾對聾人社群的關注，尤其是聾人教育及聾人參與社會機會這兩方面。

## 研究計劃

### 進行中
- 學前教育早期手語及聾人意識推廣計劃
- 賽馬會手語雙語共融教育計劃
- 亞太區手語語言學研究及培訓計劃
- 聾童的語言獲得

### 已完成
- 手語作為聾人溝通媒介 - 在學校提倡香港手語之試點計劃 (2003-2005)
- 聾童對香港手語的習得 (2001-2005)
- 亞太區手語 / 聾人研究及訓練計劃 (1996-2001)
- 聾童對香港手語量詞的習得 (1999-2000)
- 香港手語的量詞系統 (1999-2000)
- 香港手語變體 (1993-1996)

## 推廣計劃
- 「香港手語初探」手機應用程式[4][5]
- 香港手語瀏覽器[6][7]

## 課程
- Diploma Programme in Sign Language Interpretation
- Diploma Programme in Sign Language Studies
- Diploma Programme in Basic Sign Language Lexicography
- Diploma Programme in Deaf Education
- Diploma Programme in Linguistics of Hong Kong Sign Language
- Diploma Programme in Sign Language Studies for the Deaf
- Diploma Programme in Teaching of Hong Kong Sign Language
- Certificate Programme in Sign Language Teaching

## 獎學金
中心設立亞洲區首個手語獎學金，資助亞洲學生修讀手語語言學碩士及博士課程。

## 榮譽
由於中心從不間斷地推動亞洲地區的手語研究及積極推動主流學校實行「賽馬會手語雙語共融教育計劃」，經過多年的努力，負責此項目的鄧慧蘭教授獲得2013年度「香港人道年獎」。

## 評價
中心的手語研究及推行手語雙語的模式獲多間聾人機構的支持和肯定。「龍耳」接受訪問時表示認同及讚賞。
中心推行的「賽馬會手語雙語共融教育計劃」獲聯合國教育、科學及文化組織國際教育局列入傑出融合教育例子資料庫。這資料庫是屬於海灣阿拉伯國家教育研究中心及國際教育局合辦的融合教育發展計劃，目的是為海灣阿拉伯地區製作資源發展融合教育及為政府决策者、學校、老師和其他相關者提供國際上成功的融合教育例子作參考，以推動當地的融合教育發展。

## 外部連結
- 官方網頁 （页面存档备份，存于）
- Facebook專頁 （页面存档备份，存于）